# Johann Amadeus Franz de Paula von Thugut
Johann Amadeus Franz de Paula Freiherr von Thugut (24 de mayo de 1736 - 28 de mayo de 1818) fue un diplomático austriaco.

## Primeros años
Nació en Linz. Su origen y nombre inusual (literalemente "hacer bien") han sido objeto de algunas leyendas. Una de ellas era que la forma original de su nombre era Thunichtgut, o Thenitguet ("no hacer bien"), pero que el nombre fue alterado a Thugut por la emperatriz María Teresa. En realidad, Thugut era el nombre de su bisabuelo, quien vino de Budweis en el sur de Bohemia. Era el hijo legítimo de Johann Thugut, un mercenario, quien contrajo matrimonio con Eva Maria Mösbauer, hija de un molinero de cerca de Viena. El mercenario, quien murió sobre 1760, dejó viuda e hijos en apuros, y María Teresa se hizo cargo de ellos.

## Constantinopla
Johann Amadeus fue enviado a la escuela de lenguas orientales. Entró en el servicio exterior austriaco como intérprete y fue seleccionado como dragomán en la embajada de Constantinopla. En 1769 fue seleccionado chargé d'affaires, y en calidad de tal aseguró una concesión de dinero y la promesa del territorio de la Pequeña Valaquia de los turcos durante las negociaciones conectadas con la Primera Partición de Polonia.
En 1771 fue elegido internuncio en Constantinopla y participó activamente, bajo la dirección del Príncipe Kaunitz, en toda la diplomacia de Austria en Turquía y Polonia hasta que aseguró la cesión de Bucovina el 7 de mayo de 1775. Durante estos años Thugut estuvo envuelto en una intriga mezquina. Su salario como dragomán era bajo, y sus necesidades altas. Por lo tanto acordó recibir una pensión de 13.000 libras, el brevet de teniente-coronel, y una promesa de refugio seguro en caso de necesidad de manos del rey de Francia, Luis XV. La condición de esa pensión era que se aprovechara de su puesto como funcionario austriaco para rendir servicios secretos a Francia. La única excusa que se le puede dar es que tales acuerdos secretos no eran infrecuentes antes y durante su tiempo, y de hecho nunca rindió a Francia ningún servicio real, o traicionó a sus maestros en Viena. No obstante, el terror de ser descubierto lo perturbó durante varios periodos de su vida, y cuando Luis XV murió en 1774 mostró una fuerte disposición a buscar refugio en Francia, y lo habría hecho si Luis XVI le hubiera prometido un empleo. Su pensión fue mantenida.
Parece tolerable que en un periodo posterior se hizo inocente ante el emperador Francisco II. Sus servicios en Constantinopla fueron aprobados por el Príncipe Kaunitz, quien posiblemente había sido informado del acuerdo con el fondo diplomático secreto francés. No es segur decir si estas traiciones eran simples o dobles. Cuando Thugut fue elegido internuncio fue ennoblecido, siendo elevado a Ritterstand. Después de 1775 viajó a Francia e Italia, parcialmente en servicio diplomático.

## Periodo pre-revolucionario
En 1778 fue el agente a través del cual María Teresa entró en negociaciones directas con Federico el Grande, con el fin de detener la guerra bávara. En 1780 fue enviado austriaco en Varsovia pero en 1783 solicitó un permiso y satisfizo sus deseos viviendo durante cuatro años en París.
Fue en este tiempo que sus ahorros, hechos durante sus años de servicio en Constantinopla, por medios que probablemente no soportarían una investigación, fueron invertidos en Francia. Thugut se familiarizó con muchos de los líderes de la Revolución Francesa. Entre 1787 y 1789 fue ministro en Nápoles, y mostró gran tacto en tratar con la reina, María Carolina, una hija de María Teresa. En 1790 fue enviado por el emperador José II a Bucarest, nominalmente como comisario con el hospodar de Valaquia, pero en realidad con el propósito de abrir negociaciones de paz con los turcos.

## Guerras revolucionarias
Hasta 1792 estuvo mucho en Francia y Bélgica, parcialmente como agente diplomático, pero en gran parte porque estaba ansioso por rescatar sus inversiones, que finalmente se perdieron. Su agravios personales pudieron tener una parte en el odio hacia la Revolución y los Jacobinos, por los que después se hizo famoso.
En 1792 estuvo asociado con Mercy-Argenteau, anterior embajador austriaco en Francia, como agente diplomático en el cuartel general del ejército aliado. La mala gestión de la invasión de Francia encendió su ira. Regresó a Viena para informar de los hechos a Francisco II, a quien presentó un informe el 27 de diciembre. El 19 de enero de 1793 fue seleccionado como armée-diplomat en el cuartel general, mayormente, se dijo, por las intrigas de Philip Cobenzl y Spielmann, quienes deseaban tenerlo apartado. Pero nunca fue, porque en ese momento Rusia y Prusia se anexionaron grandes partes de Polonia. Austria, enredada en la guerra con Francia, se fue de manos vacías.
El emperador, insatisfecho con los ministros quienes no habían evitado esa mala gestión, los depuso, y después de cierto atraso Thugut fue nombrado "director de asuntos exteriores de Austria" el 25 de marzo de 1793. Cuando el Príncipe Kaunitz murió al año siguiente Thugut fue elegido para "desempeñar las obligaciones del cargo de canciller de la casa, la corte y el estado". Esta promoción para el puesto más destacado en la administración austriaca se encontró con mucha oposición, y se sabe que se debió en gran parte a la emperatriz María Teresa de Nápoles. El gobierno austriaco era por tradición muy aristocrático. La emperatriz María Teresa, madre de Francisco II, aunque valoraba los servicios de Thugut, había consentido con renuencia hacerlo Comandante de la Orden de San Esteban, y había cedido a las peticiones urgentes de Kaunitz y de su hijo José II. Pensó que la promoción era excesiva para un hombre de origen plebeyo. Los nobles, quienes pensaban que los grandes puestos del estado debían ser para ellos, eran de la misma opinión. Thugut, que tenía un gran acervo de vanidad, resentido por su insolencia, no hizo nada para desarmar su hostilidad.
Era soltero, y evitaba toda sociedad. En el desempeño de sus funciones no tomó consejo de nadie. Todo el trabajo confidencial de su departamento fue hecho por él mismo con la ayuda de dos oficinistas en los que podía confiar, y llevaba todos los papeles importantes directamente al emperador, sin guardar ninguna copia en su oficina. Tenía su propia experiencia para saber lo fácil que era sobornar a los funcionarios de Austria. Los nobles, que se consideraban a sí mismos con buen motivo los partidarios de la Corona, y que esperaban ser consultados, resintieron su indiferencia y su secreto como la arrogancia de un advenedizo. Eran sus constantes enemigos y críticos. Unos pocos de ellos que admiraban sus habilidades lo apoyaban por motivos personales, pero salvo estas excepciones Thugut no tenía amigos en Austria. De todos ellos, era comúnmente considerado como el representante de todo lo que era más inescrupuloso y más egoísta en los métodos del gobierno austriaco. Había heredado de su maestro el Príncipe Kaunitz la firme convicción de que Prusia era el peor enemigo de Austria. También de él había aprendido que el primer deber de un ministro austriaco era aumentar el imperio, incluso a expensas de los aliados, y que debían darse excusas por la anexión cuando no se pudieran encontrar motivos. Su odio por Francia, y la Revolución, eran sin duda sinceros. Pero aunque preparado para defender Europa de la agresión francesa, era con la implícita intención de que Austria debía ser compensado por sus esfuerzos con incrementos de territorio, y debía hacerse dueña absoluta de Alemania.
La historia de su política entre 1793 y 1800 toca mucho de la historia de Europa. Los objetivos conflictivos que tenía ante él, la resistencia a la agresión francesa en el oeste, y las agresiones rusa y prusiana al este, y la búsqueda de más territorios para Austria, le obligaron a dividir sus esfuerzos y sus fuerzas. Así en 1793-94 sacó a las tropas del oeste para participar en una partición de Polonia, quitando así presión sobre Francia, y haciendo así el camino mucho más suave para sus subsiguientes victorias. Algunas de sus acciones no pueden describirse sino como criminales. Fue ciertamente responsable por el ataque asesino a los enviados franceses a Rastatt en abril de 1799. Puede que solo tuviera la intención de que solo fueran robados, pero debe responder por los actos de sus agentes. De nuevo tiene que responder por la política perversa de Austria en 1799 cuando Suvarov y los rusos fueron sacados del norte de Italia sin ninguna razón visible salvo dejar a Austria sola en posesión de los dominios del rey de Cerdeña.
La correspondencia de Joseph de Maistre muestra cuán amargamente los aliados continentales de Austria se resentían por su egoísmo, y cuán firmemente persuadidos estaban de que esta luchaba por su propia mano. Que Thugut creyera que estaba cumpliendo con su deber, que estaba llevando a cabo la política tradicional de Austria, puede ser cierto. Sin embargo sus métodos eran extremos, y su actitud tan provocadora como para justificar el juicio sobre él hecho por Kaunitz, de que requería el control de una mano fuerte si querían obtenerse buenos resultados de sus habilidades.
Después de las derrotas de Austria en Italia en 1796-97 y la paz de Campo Formio, se convirtió en un objetivo fijo de los franceses, y con un grupo creciente en Austria quien lo hacía responsable por los desastres de la guerra, y que querían deponer a Thugut. No halló apoyo, excepto del gobierno británico, quien lo consideraba un aliado seguro y que tenía gran influencia en Viena como pagador de subsidios. La muerte de la emperatriz Catalina de Rusia le privó de un amigo en la corte.

## Fin de la carrera
Durante las campañas de 1799 y 1800 Thugut abogó por la guerra "a cuchillo". Al final se mantuvo en el puesto por el vigoroso apoyo de Inglaterra. La batalla de Hohenlinden el 3 de diciembre de 1800 hizo su posición insostenible. Se retiró de la vida pública, y abandonó Viena por Presburgo el 27 de marzo de 1801. En un periodo posterior volvió a Viena y vivió tranquilamente con una pensión de 7000 florines hasta su muerte el 28 de mayo de 1818.